# La regina dei Senzastelle
La regina dei Senzastelle è il secondo romanzo per ragazzi della serie fantasy Evelyn Starr, scritta a quattro mani da Luca Azzolini e Francesco Falconi.

## Trama
La notte più lunga dell'anno, la notte del Sole Spento.
Quando il Patto d'Argento si fa più debole
e i Senzastelle più pericolosi che mai!»
(La regina dei Senzastelle)
Il Natale è alle porte, e la ridente cittadina irlandese di Ithil Runa è già coperta da un manto di neve. Dopo essere tornata dal suo primo avventuroso viaggio nel Mullagh Maat (che in antico gaelico significa Regno Grigio), la vita di Evelyn Starr sembra tornata alla normalità. I giorni riprendono in allegria tra la scuola, il saggio di danza e le uscite con gli amici, ma anche con i primi addestramenti per diventare una futura Guardiana delle Nebbie. 
Ma, al di là dell'Arco d'Avorio, qualcosa sta per accadere. Terribili forze oscure tramano per preparare il ritorno di Murigen, l'oscura Regina dei Senzastelle. Il 21 dicembre, notte del solstizio d'inverno, cioè durante la notte più lunga dell'anno, un'eclissi di luna oscurerà il cielo e, in quel preciso istante, il Patto d'Argento si farà più debole. È l'occasione che Murigen stava aspettando da anni per riconquistare i poteri che ha perduto per colpa dei Guardiani delle Nebbie e oltrepassare il Varco.
Evelyn sarà così costretta a tornare nel Mullagh Maat, recuperare il Gioiello della Luce e affrontare le sue paure. Come sempre, al suo fianco ci saranno ancora una volta Zak e Stillygan... ma i pericoli sono sempre in agguato per l'ultima Guardiana delle Nebbie. Un nuovo nemico è pronto a mettersi sulla sua strada: il Principe dei Senzastelle, che cela un terribile segreto…

## Illustrazioni
La copertina e le illustrazioni interne sono opera di Silvia Bigolin, già illustratrice per i romanzi di Geronimo Stilton (pubblicati sempre da Piemme Edizioni), e raffigura Evelyn Starr all'interno della Piramide Rovesciata, mentre viene attaccata da un branco di Ombromanti (terribili lupi fatti di ombra).

## Edizioni
- Luca Azzolini e Francesco Falconi, La regina dei Senzastelle, Piemme Edizioni, 2012, ISBN 9788856617511.